# Maynard (Minnesota)
Maynard és una població dels Estats Units a l'estat de Minnesota. Segons el cens del 2000 tenia 388 habitants.

## Demografia
Segons el cens del 2000, Maynard tenia 388 habitants, 163 habitatges, i 110 famílies. La densitat de població era de 230,5 habitants per km².
Dels 163 habitatges en un 32,5% hi vivien nens de menys de 18 anys, en un 58,3% hi vivien parelles casades, en un 6,7% dones solteres, i en un 32,5% no eren unitats familiars. En el 30,1% dels habitatges hi vivien persones soles el 14,1% de les quals corresponia a persones de 65 anys o més que vivien soles. El nombre mitjà de persones vivint en cada habitatge era de 2,38 i el nombre mitjà de persones que vivien en cada família era de 2,98.
Per edats la població es repartia de la següent manera: un 26,3% tenia menys de 18 anys, un 6,7% entre 18 i 24, un 25,8% entre 25 i 44, un 22,9% de 45 a 60 i un 18,3% 65 anys o més.
L'edat mediana era de 40 anys. Per cada 100 dones de 18 o més anys hi havia 97,2 homes.
La renda mediana per habitatge era de 28.571 $ i la renda mediana per família de 39.583 $. Els homes tenien una renda mediana de 26.250 $ mentre que les dones 21.071 $. La renda per capita de la població era de 14.285 $. Entorn del 6,4% de les famílies i el 7,8% de la població estaven per davall del llindar de pobresa.

## Poblacions més properes
El següent diagrama mostra les poblacions més properes.